# 陳家豪
陳家豪（英語：Chan Ka Ho，1984年4月8日—）是香港一名中長跑運動員及運動教練，現任香港4×1,500米接力紀錄保持者，前香港3,000米礙障賽、15公里和半程馬拉松紀錄保持者 。現時為香港田徑隊隊員及教練。他於巴黎馬拉松2019以2小時36分21秒完成，跑出全程馬拉松個人最佳時間。

## 工作及背景
陳家豪小時愛踢足球，中四開始長跑。他畢業於佛教大光中學，香港專業教育學院柴灣分校及香港浸會大學體育系學士。大學畢業後，曾經擔任專上學院的體育老師。近年與太太姚潔貞一起成立樂家跑會，致力推廣跑步運動。

## 家庭
獲傳媒稱為「長跑情侶」的陳家豪及姚潔貞結束8年多的愛情長跑，在2014年12月13日於陳家豪悉心準備半年下，於香港迪士尼樂園求婚，兼於餐廳內在雙方父母、40多名親友、跑友及學生見證下，即場註冊榮升「長跑夫婦」。
2018年4月8日，妻子姚潔貞為他誕下重3.09kg的女嬰，並取名陳瑤。

## 成績

### 渣打馬拉松
- 半馬拉松全場冠軍：2006年、2008年、2021年
- 10公里全場冠軍：2012年
- 半馬拉松挑戰組男子全場季軍：2019年 [8]

### 其他
- 美津濃香港半馬拉松錦標賽全場冠軍：2006年、2007年、2008年、2010年、2013年、2014年
- 香港越野錦標賽總冠軍：2005-2010年

## 外部連結
- 陳家豪在的頁面